# Браминска каня
Браминска каня (Haliastur indus) е вид птица от семейство Ястребови (Accipitridae).

## Разпространение
Видът е разпространен в Австралия, Бангладеш, Бруней, Виетнам, Индия, Индонезия, Източен Тимор, Камбоджа, Китай, Лаос, Макао, Малайзия, Мианмар, Непал, Пакистан, Папуа Нова Гвинея, Сингапур, Соломоновите острови, Тайланд, Филипините и Шри Ланка.